# Мадагаскарська область
Мадагаскарська область — фауністична область, що входить до фауністичного царства Палеогея. 

## Географічне положення
До цієї області належать острів Мадагаскар, а також низка архіпелагів і окремих островів Індійського океану: Коморські, Сейшельські, Маскаренські й інші дрібніші острови. Величезний острів Мадагаскар (587 тисяч км²) досить різноманітний за природними умовами. Центральні частини його гористі, прибережні — рівнинні. Плоскогір'я в центрі острова заввишки в середньому 1000–1500 м (окремі вершини до 2600 м) позбавлені лісу, східні ж рівнини покриті густою тропічною рослинністю, а південний край острова має пустинний вигляд. Мозамбіцька протока (ширина 420 км) відділяє Мадагаскар від Африки, а Індійський океан — від Індо-Малайської області (відстань 3700 км). 

## Флора
Флора Мадагаскарської області дуже багата. У ній налічується близько 6000 видів рослин. Приблизно 1500 з них зустрічаються і в Африці. Але на відміну від останньої на Мадагаскарі добре представлені пальми, бамбук і орхідеї. Украй незвичне так зване дерево мандрівників (равенала мадагаскарська) — ендемік острова. Від невисокого дерев'янистої стовбура відходять у сторони величезні листки на довгих черешках, схожі на листя банана. Всі вони розташовані в одній вертикальній площині, завдяки чому дерево нагадує величезне віяло з товстою "ручкою". У поглибленнях біля черешків утримується дощова вода в такій кількості, що нею можна напитися. У цих свого роду водоймищах мешкають навіть деревні жаби. 

## Фауна
Фауна Мадагаскару типово острівна зі значною кількістю ендеміків і разом з цим з великими дефектами в складі, що дуже помітно при порівнянні її з ефіопською материковою фауною. Тваринне населення Мадагаскару дуже своєрідне: серед фітофагів абсолютно переважають плодоїдні деревні форми, травоїдних майже немає, взагалі відсутні великі види хижаків, немає також грифів — споживачів трупів. Для ефіопської фауни характерне зворотне співвідношення життєвих форм. 
Специфіка мадагаскарської фауни чітко виявляється при огляді аборигенних нелетючих звірів. Вони представлені тільки 4 рядами, причому усі види ендемічні. Комахоїдні включають одну родину щетинистих їжаків, або тенреків, що складається з 13 родів із 30 видами. Екологічно тенреки дуже різноманітні внаслідок адаптивної радіації. Є тенреки типу їжаків, кротів, землерийок, зустрічаються навіть тенреки, які добре плавають, — аналоги видр. 
Ряд приматів на Мадагаскарі складається з 3 родин підряду мокроносів — лемурові (Lemuridae), індрієві (Indridae) і айаєві (Daubentoniidae). Лемурових — 15 видів із 6 родів, родина індрієвих включає 4 види, а айаєвих — всього 1 вид — ай-ай (крихітна напівмавпа з пишним хвостом). Лемури й індри відомі на Мадагаскарі і у викопному стані принаймні з плейстоцену. З ряду гризунів типова ендемічна підродина хом'якових — мадагаскарські хом'яки (Nesomyinae) має 12 видів.
Усі хижаки області належать до родини фаланукових (7 ендемічних родів). Найцікавішим з них, безумовно, є фоса (Cryptoprocta ferox) — звір настільки загадковий, що деякі фахівці відносять його до кішок. Ця вкрай примітивна тварина нагадує нижньотретинних викопних хижаків — предків віверових і кішок. Що стосується інших ссавців, то вони є переселенцями з Африки (результат, ймовірно, завезення або випадкового занесення) і мало змінилися відтоді. Це миші, щури і один вид кистеухої свині. Втім, остання вже стала самостійним видом. Кажанів у Мадагаскарській області багато, але вони не оригінальні. У пліоцені на Мадагаскарі жили й бегемоти (Hippopotamus madagascariensis і Hippopotamus lemerlei). Іх залишки знайдені в плейстоценових відкладеннях. Слід сказати, що тут абсолютно відсутні слони, носороги, мавпи, кішки, собаки, гієни, трубкозуби, антилопи. 
Птахи Мадагаскару на 50% складаються з ендемічних видів, інші — переважно ті самі, що й в Ефіопській області (молотоголов, рябки, дронго, ткачики, нектарники і т. д.) або в Індо-малайській (білоглазки, стрижі-салангани та ін.). Але дефектність орнітофауни на Мадагаскарі ще більш виражена. Тут відсутні страуси, птахи-секретарі, туракові, птахи-носороги, бородаті, медоуказчики і багато інших. Типовими ж мешканцями є три ендемічні родини: філепітові (Philepittidae), пастушкові куріпки (Mesoenatidae) і ванги (Vangidae) (останні включають 11 видів із 9 родів — випадок острівної диференціації ендемічних форм). Вимерлі в плейстоцені гігантські нелетючі птахи — епіорніси і додо (останні жили на Маскаренських островах) — теж були ендеміками області. Як і скрізь, тут поширені види космополітних родин: поганок, бакланів, — яструбиних (але орлів немає), чапель, лелек, зозуль, голубів, сов, рибалочок і ластівок.